# Jubula pennsylvanica
Jubula pennsylvanica là một loài rêu tản trong họ Jubulaceae. Loài này được (Stephani) A. Evans miêu tả khoa học lần đầu tiên năm 1905.